# Aurore de la Morinerie
 (octobre 2023).
Aurore de la Morinerie est une artiste et illustratrice française née en 1962 à Paris. Elle vit et travaille à Paris.

## Carrière
Aurore de la Morinerie est diplômée de l’École supérieure des arts appliqués Duperré à Paris. 
C'est au début des années 1990 qu'Aurore a été reconnue en tant qu'illustratrice de mode. Elle collabore pour des maisons telles que Maison Margiela, Chanel, Cartier ou encore Hermès, la presse (Vogue, Le Monde, The New York Times ou Harper's Bazaar...), l'édition.

## Expositions

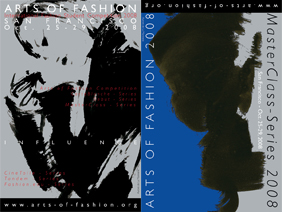
Brochure réalisée par Aurore de la Morinerie pour la conférence internationale Arts of Fashion de San Francisco 2008.

Représentée par la galerie Bartsch & Chariau à Munich jusqu'en 2018, elle a participé à des expositions d'illustrations de mode au London Design Museum (2010), au Hamburg Kunst und Gewerbe Museum (2015) et au Museo ABC de Madrid (2019).
En 2013 et 2015, le Musée de la Mode de la Ville de Paris - Palais Galliera, lui a commandé deux corpus d'œuvres, le premier étant une série de monotypes pour le catalogue de l'exposition Azzedine Alaïa. Le second, une série de dessins pour "La Mode retrouvée - Les robes trésors de la comtesse Greffulhe", a été présenté à la fois dans l'exposition et dans le catalogue. A ce jour, dix de ses œuvres font partie de la collection permanente du département des arts graphiques du Palais Galliera.
Des expositions personnelles ont récemment eu lieu à la galerie Akio Nagasawa à Tokyo (2018) et à la Galerie Stefan Vogdt à Munich (2019).
En mai 2022, la maison Louis Vuitton sort son dernier volume de sa série de livres de voyages, 
Méditerranée par Aurore de la Morinerie. 